# Christo Todorow
Christo Todorow (bułg. Христо Тодоров; ur. 1860 w Szumenie, zm. 1927 tamże) – bułgarski polityk i prawnik, minister edukacji (1902), minister sprawiedliwości (1902-1903), minister handlu, przemysłu i pracy (1912-1913), deputowany do Zgromadzenia Narodowego IX (1896-1898), XV (1911-1913) i XVIII (1919-1920) kadencji.

## Życiorys
Ukończył amerykańską szkołę Robert College w Stambule. Po powrocie do kraju uczył języka francuskiego w Szumenie. W latach 1884–1886 studiował prawo w Genewie i w Paryżu. Po powrocie do kraju pracował w sądzie w Szumenie jako sędzia, a następnie prokurator. W latach 1894–1899 pełnił funkcję burmistrza Szumenu.
Od 1896 deputowany do parlamentu. W 1902 objął stanowisko ministra edukacji, a następnie sprawiedliwości w rządzie Stojana Danewa. Ponownie w składzie rządu bułgarskiego znalazł się w 1912 jako minister handlu przemysłu i pracy w gabinecie Iwana Geszowa. W 1923 uwięziony w czasie rządów Aleksandra Stambolijskiego. Opuścił więzienie po przewrocie 9 czerwca 1923. Zmarł w Szumenie.